# Sevettijärvi
Sevettijärvi (kolta számi Čeʹvetjäuʹrr, északi számi Čeavetjávri) településrész Inari községben Finnországban, Lappföldön. Inari falutól 120 km-re északra fekszik, a kolta-számik területén, a norvég határnál lévő Näätämőtől mintegy 35 km-re.
Sevettijärvi a kolta-számik egyik fő települése, a 350 főnyi lakosság 90%-a kolta-számi, de délről betelepült finnek is találhatók a lakosok között. A település területén inari-számik és északi-számik is élnek.
A sevettijärvi iskolába 2008-ban 11 diák járt.

## Története
A település történetében fordulópontot jelentett, amikor a Petsamói terület Finnországtól való elcsatolása miatt a korábban a petsamói területen élő kolta-számik 1949-ben erre a területre lettek betelepítve, összesen 51 család. Ugyanekkor épült az iskola, a bolt, az egészségház, az imaház.

## Külső hivatkozások
- Sevettijärvi falu / Minna és Markus Moshnikoff honlapja[halott link]